# Kjetil Wæhler
Kjetil Wæhler er en norsk professionel fodboldspiller, som spiller i forsvaret for Sogndal. Tidligere har han spillet i den danske klub AaB, hvor han også var anfører efter at Andreas Johanssons kontrakt udløb i sommeren 2010 frem til han forlod klubben i vinterpausen 2011/12.
Wæhler er landsholdsaktuel for Norge, hvor han har spillet 16 kampe og scoret 1 mål.
Han blev kåret som årets AaB'er i 2009/2010-sæsonen efter afstemning for medlemmerne i AaB Support Club. Han fik næsten 75% af stemmerne.
Han har tidligere spillet for Vålerenga, FC Lyn Oslo, Wimbledon og Moss (lån).